# جاي ن. ريدي
جاي ن. ريدي (بالإنجليزية: J. N. Reddy)‏ هو مهندس أمريكي، ولد في 12 أغسطس 1945 في منطقة وارنغل الحضري ‏ في الهند.